# Herman Peltzer
Herman Peltzer (Balongbendo, Sidoarjo, 7 september 1887 – Den Haag, 13 juni 1957) was een Nederlands voetballer die als verdediger speelde.

## Loopbaan
Peltzer is de enige voetballer in de historie van 't Zesde die ooit in het Nederlands elftal speelde.

## Interlandcarrière

### Nederland
Op 11 december 1909 debuteerde Peltzer voor Nederland in een vriendschappelijke wedstrijd tegen Engeland (9 – 1 nederlaag).
| Interlands van Herman Peltzer voor Nederland | Interlands van Herman Peltzer voor Nederland | Interlands van Herman Peltzer voor Nederland | Interlands van Herman Peltzer voor Nederland | Interlands van Herman Peltzer voor Nederland | Interlands van Herman Peltzer voor Nederland |
| №                                            | Datum                                        | Wedstrijd                                    | Uitslag                                      | Soort Wedstrijd                              | Doelpunten                                   |
| Als speler bij 't Zesde                      | Als speler bij 't Zesde                      | Als speler bij 't Zesde                      | Als speler bij 't Zesde                      | Als speler bij 't Zesde                      | Als speler bij 't Zesde                      |
| -------------------------------------------- | -------------------------------------------- | -------------------------------------------- | -------------------------------------------- | -------------------------------------------- | -------------------------------------------- |
| 1.                                           | 11 december 1909                             | Engeland – Nederland                         | 9 – 1                                        | Vriendschappelijk                            | 0                                            |